# Булчаго
Булча̀го (на италиански: Bulciago, на западноломбардски: Bülciach, Бюлчак) е малко градче и община в Северна Италия, провинция Леко, регион Ломбардия. Разположено е на 305 m надморска височина. Населението на общината е 2974 души (към 2014 г.).